# Robert Kruzdlo

Robert Kruzdlo (Jersey City, Nueva Jersey, 27 de abril de 1949) es un artista y escritor estadounidense.
Kruzdlo estudió en la Rijksakademie of Visual Arts de Ámsterdam entre 1970 y 1975. Desde entonces ha expuesto su trabajo en diversos países, incluyendo Estados Unidos, Bélgica, Francia, España y Holanda .
Además, durante mucho tiempo tuvo un blog en el periódico holandés TROUW
En 2019, Kruzdlo publicó su primer libro, Tussenmens.
Desde 2019 vive en España.

## Libros
- 2019: Tussenmens ISBN 978-94-93048-13-3